# عباس ولی
عباس ولی (زادهٔ ۱۹۴۹) یک نظریه‌پردازِ سیاسی و اجتماعیِ ایرانی، متخصص در اندیشهٔ سیاسیِ مدرن و معاصر و سیاستِ مدرنِ خاورمیانه است.

## زندگی‌نامه
ولی در سال ۱۳۲۸ در شهر مهاباد به دنیا آمد. تحصیلاتِ ابتدایی و متوسطه را در تبریز گذراند. وی در سال ۱۳۵۲ مدرکِ کارشناسیِ علومِ سیاسی را از دانشگاهِ ملیِ ایران گرفت. سپس برایِ ادامهٔ تحصیلاتِ تکمیلیِ خود در زمینهٔ نظریهٔ سیاسی و اجتماعیِ مدرن به انگلستان رفت. او در سال ۱۹۷۶، مدرکِ کارشناسیِ ارشدِ سیاست را از دانشگاهِ کیل (Keele) دریافت کرد. سپس در سالِ ۱۹۸۳ دکترای خود را در رشتهٔ جامعه‌شناسی از دانشگاه لندن دریافت کرد. به دنبال آن یک بورسیهٔ پژوهشیِ پسادکترا توسط شورای تحقیقات اقتصادی و اجتماعی (Economic and Social Research Council) در سال ۱۹۸۴ برای او تامین شد.
عباس ولی فعالیتِ علمی خود را در سال ۱۹۸۶ در گروه نظریهٔ سیاسی و دولت در دانشگاه ولز در سوانسی آغاز کرد. او در سال ۲۰۰۵ از سوی دولت اقلیم کردستان برای تأسیس و رهبریِ دانشگاهِ جدیدی در اربیل دعوت شد. او پیش از برکناری به دلیلِ اختلاف با حکومت اقلیم کردستان بر سَرِ مدیریتِ این دانشگاه در می ۲۰۰۸، معاونِ این دانشگاه بود. ولی از آن زمان تاکنون به تدریس نظریهٔ اجتماعی و سیاسی مدرن در گروه جامعه‌شناسیِ دانشگاه بغازیچی استانبول پرداخته است.

## آثار برگزیده
- «ایرانِ پیش از سرمایه‌داری: یک تاریخ نظری»، نیویورک: انتشارات دانشگاه نیویورک، ۱۹۹۳.
- «مقالاتی دربارهٔ ریشه‌های ناسیونالیسم کُردی»، (ویرایش)، کوستا مسا، ناشر مزدا، ۲۰۰۳.
- «مدرنیته و آن بی‌دولت: مسئلهٔ اَکراد در ایران»، لندن، ۲۰۱۲.
- «کُردها و دولت در ایران: ساختنِ هویت کُردی»، لندن، ۲۰۱۱.
- «ناسیونالیسم کُردی در ایران: سال‌های فراموش شده (۱۹۴۷-۱۹۷۹)»، استانبول، انتشارات اَوِستا، ۲۰۱۱.
- «کُردان و دیگران: هویتِ تکه‌تکه و سیاستِ تکه‌تکه»، مطالعات تطبیقی جنوب آسیا، آفریقا و خاورمیانه.جلد هجدهم، شماره ۲، ۱۹۹۸هجدهم، شماره ۲، ۱۹۹۸
- «ناسیونالیسم و نگارشِ تاریخیِ کُردی»، دیدگاه های جدید در مورد ترکیه بهار ۱۹۹۶، ۱۴بهار ۱۹۹۶، ۱۴